# WrestleMania 23
WrestleMania 23 a fost cea de-a douăzeci și treia ediție a pay-per-view-ului WrestleMania organizat de World Wrestling Entertainment. A avut loc pe data de 1 aprilie 2007 în arena Ford Field din Detroit, Michigan. Evenimentul a fost primul găzduit de Ford Field și al doilea din zona orașului Detroit (cealaltă ediție a avut loc în 1987, când în arena Pontiac Silverdome au participat la WrestleMania III peste 90,000 de spectatori, fiind cel mai mare număr de persoane care a participat vreodată la un eveniment sportiv - dintr-o incintă acoperită- desfășurat în America de Nord până în zilele noastre).
Biletele au fost puse în vânzare pe data de 11 noiembrie 2006. S-a înregistrat un record de audiență pentru arena Ford Field , la spectacol participând 80,103 de fani veniți din peste 24 de țări , din cele 50 de state ale Americii și din 9 provincii din Canada. Aportul adus economiei locale a fost estimat la peste 25 de milioane de dolari americani, iar încasările generate de bilete s-au ridicat la suma record de 5,38 milioane de dolari. În aceste condiții, WrestleMania 23 a devenit cel mai profitabil eveniment pay-per-view din istoria companiei WWE și cel mai profitabil eveniment din istoria wrestlingului profesionist din America de Nord. Show-ul a fost de asemenea unul dintre cele mai cumpărate prin sistemul pay-per-view, atingând cifre de aproximativ 1,2 milioane de cumpărări. 
Sloganul Wrestlemania 23 a fost All Grown Up. Melodia oficială a fost Ladies and Gentelmen, interpretată de trupa Saliva. Cea de-a doua melodie a evenimentului a fost piesa "The Memory Will Never Die", interpretată de trupa Default.
WrestleMania 23 a fost difuzată în peste 90 de țări, fiind prima ediție WrestleMania transmisă în România (spectacolul a fost prezentat publicului român de postul Sport.ro și comentat de Gabriel Guguianu și Mihai Brașoveanu).

## Rezultate

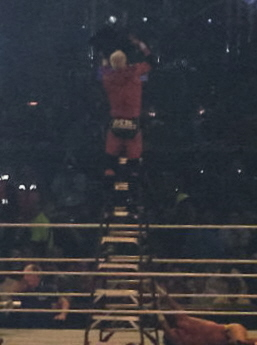
Mr.Kennedy, câştigând meciul Money in the Bank

- Dark Match: Ric Flair și Carlito i-au învins pe Gregory Helms și Chavo Guererro într-un Tag Team Lumberjack match (5:13)
  - Carlito l-a numărat pe Chavo , după aplicarea unui Back Cracker.
- Lumberjacks: Viscera, Shad Gaspard, JTG, Chris Masters, Shelton Benjamin, Charlie Haas, Robbie McAllister, Rory McAllister, Super Crazy, Val Venis, Johnny Nitro, Jim Duggan, Eugene, Lance Cade, Trevor Murdoch, Kenny Dykstra din partea diviziei RAW. Daivari, Shannon Moore, Sylvain Grenier, Deuce, Domino, Paul London, Brian Kendrick, The Miz, Vito, Scotty 2 Hotty, William Regal, Dave Taylor, Jimmy Wang Yang, Jamie Noble și Funaki din partea SmackDown! și Balls Mahoney, Little Guido Maritato, Hardcore Holly și Snitsky din partea ECW.
- Mr. Kennedy i-a învins pe Edge, CM Punk, King Booker (însoțit de Queen Sharmell), Jeff Hardy, Matt Hardy, Finlay și Randy Orton în cadrul meciului Money in the Bank (19:10)
  - Kennedy a câștigat meciul Money In The Bank după ce a executat un Rolling Samoan Drop pe micuțul Hornswoggle,și l-a făcut KO pe "Huliganul irlandez" Fit Finlay
- The Great Khali l-a învins pe Kane (5:31)
  - Khali a câștigat prin pinfall.
- Chris Benoit l-a învins pe Montel Vontavious Porter, păstrându-și centura WWE United States Championship (9:19)
  - Benoit l-a numărat pe MVP după manevra sa de final.
  - MVP a fost însoțit la intrarea în arenă de o echipă de majorete.
- Howard Finkel a prezentat wrestlerii introduși în WWE Hall of Fame în anul 2007:
  - Jim Ross, Jerry "The King" Lawler, Nick Bockwinkel, Mr. Fuji, "The American Dream" Dusty Rhodes, The Wild Samoans (Afa și Sika). The Sheik a fost reprezentat de către fosta sa soție, Joyce Farhat, iar "Mr. Perfect" Curt Hennig a fost reprezentat de către văduva sa Leonice și de catre tatăl său Larry Hennig.
- The Undertaker l-a învins pe Batista, câștigând centura World Heavyweight Championship (15:47)
  - Undertaker a câștigat prin pinfall, după ce i-a aplicat lui Batista un Tombstone Piledriver.Astfel 'Taker rămâne neînvins la Wrestlemania,având 15-0.

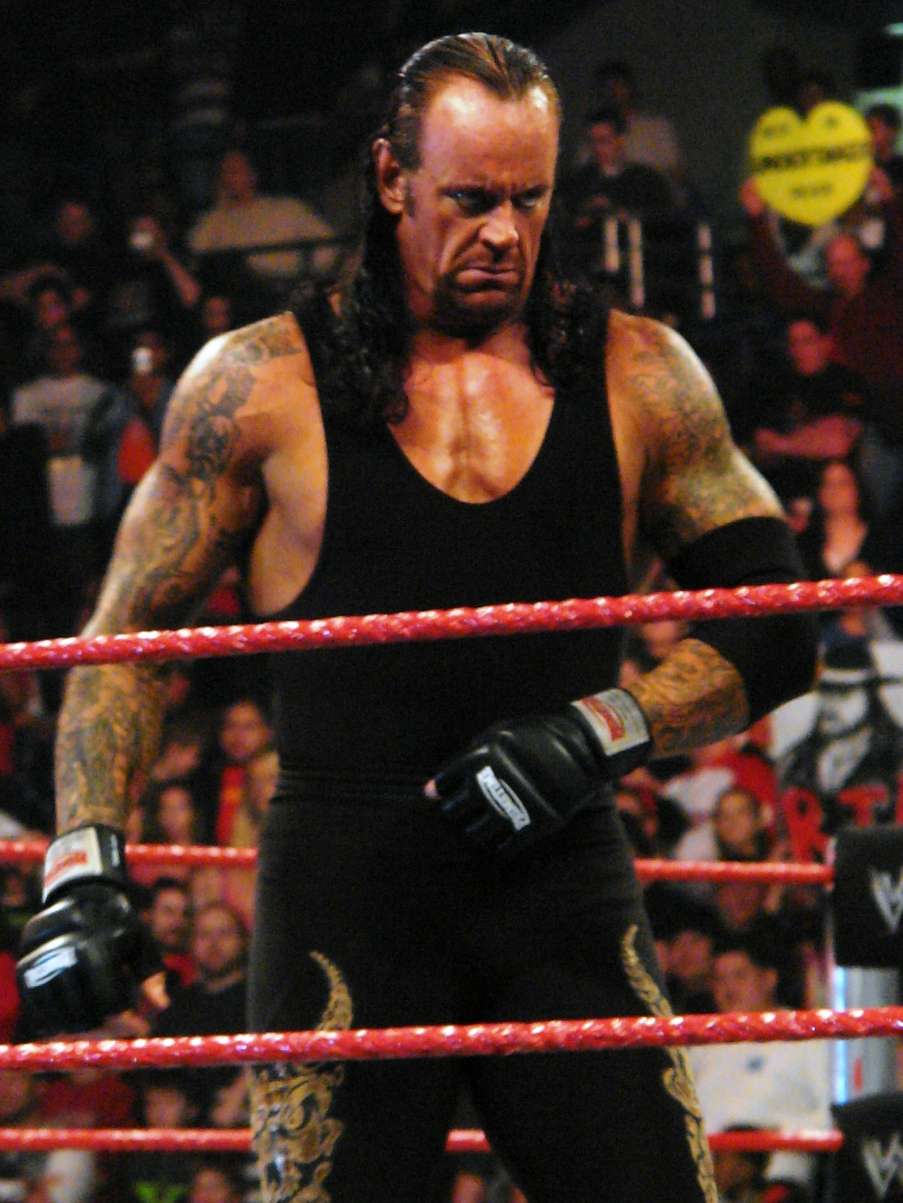
The Undertaker, noul campion Heavyweight

- Echipa ECW Originals (Tommy Dreamer, Sabu, The Sandman și Rob Van Dam) a învins The New Breed (Elijah Burke, Marcus Cor Von, Matt Striker și Kevin Thorn) (însoțit de Ariel) (6:26)
  - RVD l-a numărat pe Striker, după aplicarea unui Five-Star Frog Splash.
- Bobby Lashley (însoțit de Donald Trump și Tara Conner) l-a învins pe Umaga (însoțit de Vince McMahon și Armando Alejandro Estrada) într-un Hair vs. Hair match, cu Stone Cold Steve Austin în rolul de arbitru special(13:03)
  - Lashley a câștigat prin pinfall, după ce Austin i-a aplicat lui Umaga un Stone Cold Stunner, iar Lashley un Spear.
  - În timpul meciului,Umaga a executat un Samoan Spike pe Steve Austin,care nu a mai fost pentru scurtă vreme în stare să arbitreze,iar după ce Shane O'Mac și-a executat manevra de final,și-a dezbrăcat cămașa și a rămas în tricoul de arbitru.Umaga a fost cât pe ce să câștige meciul pentru Vince,dar la 2,Shane a fost tras în afara ringului de către "Texan Rattlesnake".
  - După meci, Trump și Lashley l-au ras în cap pe Vince McMahon, iar Austin l-a atacat pe Trump cu un Stone Cold Stunner.

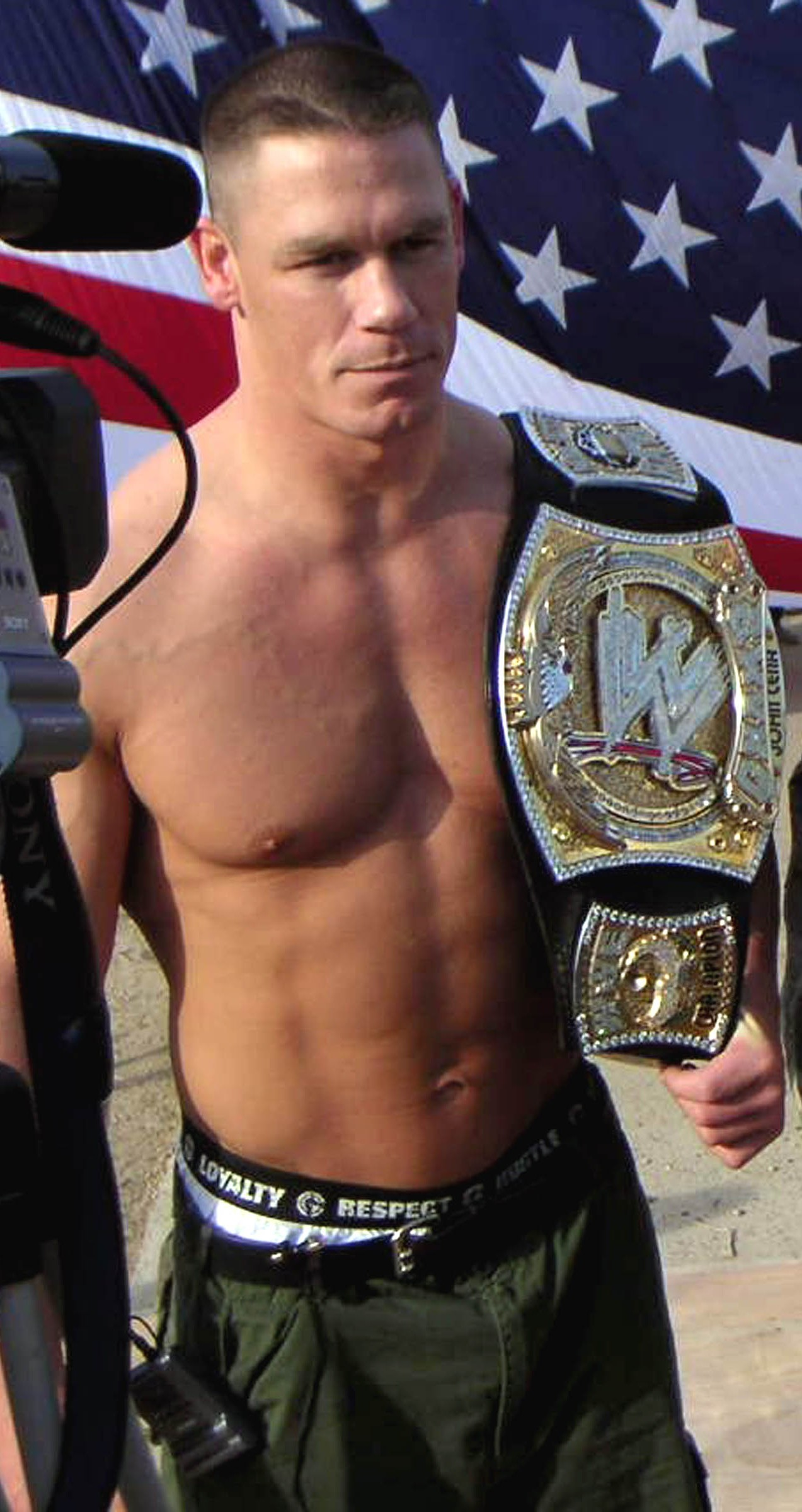
John Cena, după meciul pentru centura WWE Championship

- Melina a învins-o pe Ashley Massaro în cadrul unui Lumberjill match, păstrându-și centura WWE Women's Championship (3:14)
  - Melina a câștigat prin pinfall, folosind un Bridge Pin.
  - Meciul s-a sfârșit cu o bătaie generală între participantele pe post de lumberjills.
  - Lumberjills: Victoria, Layla, Jillian Hall, Candice Michelle, Kelly Kelly, Trinity, Torrie Wilson, Brooke, Kristal Marshall, Michelle McCool, Maria și Mickie James.
- John Cena l-a învins pe Shawn Michaels, păstrându-și centura WWE Championship (31 minute)

Cena a intrat în incinta arenei la bordul unui Ford Mustang.

## Alți participanți
| Comentatori - Michael Cole - SmackDown! - Jerry "The King" Lawler - RAW - John "Bradshaw" Layfield- SmackDown! - Jim Ross - RAW - Joey Styles - ECW - Tazz - ECW Comentatori spanioli - Carlos Cabrera - Hugo Savinovich Ring announcers - Tony Chimel - SmackDown! - Howard Finkel - segmentul WWE Hall of Fame - Lilian Garcia - RAW / Money in the Bank - Theodore Long - meciul Batista/Undertaker - Justin Roberts - ECW Arbitrii - Scott Armstrong - ECW - Mike Chioda - RAW - Jack Doan - RAW - Marty Elias - RAW - Mickie Henson - SmackDown! - Jim Korderas - SmackDown! - Charles Robinson - SmackDown! | Reporteri - Jonathan Coachman - Todd Grisham Segmentul dansului din culise - JTG - Shad Gaspard - Eugene - Ron Simmons - Kelly Kelly - Layla - Brooke Adams - Slick - The Fabulous Moolah - Mae Young - Ricky Steamboat - Jimmy Hart - Irwin R. Schyster - Dusty Rhodes - Sgt. Slaughter - Howard Finkel - Gene Okerlund - Pat Patterson - Gerald Brisco |

## De reținut
- La începutul spectacolului, imnul "America the Beautiful" a fost interpretat de Aretha Franklin, care a făcut același lucru în urmă cu douăzeci de ani, la WrestleMania III.
- Acesta a fost al patrulea an consecutiv în care câștigătorul meciului Royal Rumble l-a provocat pe campionul mondial Heavyweight și a câștigat titlul.
- WrestleMania 23 a fost cea de-a cincea ediție WrestleMania în care nu a existat un meci contând pentru titlul intercontinental.
- The Undertaker și-a mărit recordul de victorii la WrestleMania, ajungând la 15-0. Totodată, a devenit singurul wrestler din istorie care a câștigat în cadrul WrestleMania atât centura WWE Championship, cât și centura WWE World Heavyweight Championship.
- Dacă Triple H nu ar fi fost accidentat și ar fi participat la eveniment, ar fi egalat recordul de 12 participări consecutive la WrestleMania stabilit de Bret Hart.
- John Cena este al doilea wrestler din istorie care își apără cu succes titlul WWE în două ediții consecutive ale WrestleMania. Primul wrestler care a reușit acest lucru este Hulk Hogan, care a reușit în postura de campion să iasă câștigător atât la WrestleMania 2, cât și la WrestleMania III. A fost de asemenea al doilea an consecutiv în care Cena participă la main-eventul WrestleMania și câștigă meciul prin submission (aplicând adversarului un STFU).
- Printre celebritățile care au participat la această ediție s-au numărat: Aretha Franklin, Donald Trump, Miss USA 2006 Tara Conner, Miss USA 2007 Rachel Smith, Miss Teen USA Katie Blair, Miss Univers 2006 Zuleyka Rivera și membrii ai echipei Detroit Tigers.
- Concepția scenei a început în octombrie 2006, design-ul acesteia fiind finalizat în februarie 2007. La realizarea ei au participat 300 de muncitori, pentru construcția ei fiind necesară o săptămână.